# Palas
Palas este un cartier din Constanța, situat în partea de vest a orașului, vecin cu cartierele Brătianu (Doi cocoși), Medeea, Zona Industrială Constanța și nou-inființatul Complex Rezidențial Novopolis.
Transportul public în zona Palas se face cu linii de autobuze pe axul principal al cartierului, numit Bulevardul I.C.Brătianu, cunoscut între 1948 - 1990 ca B-dul. Filimon Sârbu. Acesta este asigurat de CT Bus S.A., prin liniile 48 (Poarta II Port – C.F.R. Palas), 101 (Gară C.F.R. - Depou – S.A. Palas) și 101M (Maritimo - Gară C.F.R.) și de C.F.R. Constanța prin Gara Palas (Mică) – călători, dar și de tranzit și triaj. În zona limitrofă estică a cartierului, se află Podul „Nicolae Filimon”, cunoscut constănțenilor sub numele de Podul de la I.P.M.C., care formează și zona de graniță cu cartierul Brătianu (Doi cocoși).
Educația se realizează în unități de învățământ de stat prin Grădinița cu program normal, nr. 31, Școala Gimnazială nr. 20 – Marin Sorescu, construită la începutul anului 1900, prin două săli de clasă transformate ulterior în atelier-școală, apoi în sală de sport (în prezent nu mai este funcțională, având rol de depozit), după cum se dovedește în documentele din anul 1902 ale arhivei școlare. Al doilea corp de clădire a fost construit în 1930 și cuprindea trei săli de clasă și biblioteca, iar în 2005 a fost demolat și înlocuit cu o clădire modernă, formată din parter și etaj, având 9 săli de clasă, un laborator, secretariat, cabinetul directorului, cancelaria, grupuri sanitare si holuri foarte spațioase. Astăzi, în acest corp sunt școlarizați elevii claselor primare. Al treilea corp a fost construit în 1965 și cuprinde 5 săli de clasă, cancelaria, cabinetul directorului și secretariatul. Astăzi, în acest corp sunt școlarizați preșcolarii Grădiniței nr. 31, având program prelungit. Școala Gimnazială nr. 31 este, de asemenea, o instituție educațională ce se bucură de considerație în rândul elevilor și profesorilor, fiind înființată în anul 1924 și cuprinde 25 săli de clasă, 4 laboratoare, biblioteca și două cabinete: medical și stomatologic. Învățământul liceal se realizează în cadrul Liceului Tehnologic „Gheorghe Duca”, înființat în anul 1919 sub denumirea Școala de Ucenici C.F.R, fiind printre primele școli de ucenici din Dobrogea. Începând cu anul 1929, timp de 30 de ani a funcționat ca școală de ucenici specifică transportului feroviar, sub denumirea Școala de Elevi Meseriași de pe lângă atelierele C.F.R. Palas, Constanța. Activitatea instituției a fost întreruptă între anii 1958-1967, fiind reînființată la 1 august 1967 sub denumirea de Școala Profesională de Căi Ferate Palas, Constanța, iar din 1974 devine Grup Școlar Căi Ferate Palas, în urma construirii unor spații școlare: clădire liceu, internat, cantină, sală de educație fizică. O perioadă este cunoscut sub denumirea de Grup Școlar Industrial nr. 5, pentru ca între anii 1993-2000 să aibă titulatura de Grup Școlar Industrial Transporturi Căi Ferate, Constanța. Din anul 2000 devine Grup Școlar „Gheorghe Duca”, ca omagiu adus inginerului Gheorghe Duca, (21.01.1847 – 8.08.1899), tatăl fostului prim ministru I. Gh. Duca. De la 1 septembrie 2010 Școala Gimnazială „Marin Sorescu” devine structură a Grupului Școlar „Gheorghe Duca”, iar de la 1 septembrie 2012, unitatea funcționează sub denumirea de Liceul Tehnologic „Gheorghe Duca” Constanța, aici fiind școlarizați elevii de gimnaziu și de liceu. Colegiul Tehnic „Pontica” este o unitate școlară cu veche tradiție în pregătirea specialiștilor necesari unei agriculturi într-o continuă transformare și modernizare, fiind înființată în anul 1952, ca școală profesională zootehnică. Din 1954, devine și școală profesională veterinară, iar din 1961, școală profesională de crescători de animale. În anul 1966, conform Legii nr. 2/1966 si HCM 1378/1966 a liceelor de specialitate devine Liceul Agricol Palas, în anul 1975 – Liceul Agroindustrial Palas, în 1991, prin Ordinul 6440/21.06.1991 este redenumit ca Grup Școlar Agricol Palas, iar în anul 2007, prin O.M. 2110/17.09.07, devine Colegiul Tehnic „Pontica”. 
Populația ortodoxă a cartierului este deservită de Parohia „Sf. Ap. Andrei”, aflată sub oblăduirea Arhiepiscopiei Tomisului, înființată în anul 1920 prin donarea unei case C.F.R., care răspunde nevoilor sufletești ale credincioșilor prin îndrumare pastorală, socială, filantropică și misionară. De asemenea, cu binecuvântarea Centrului Eparhial Tomis și potrivit autorizației de construire nr. 62 din 28.01.2022, au fost demarate procedurile construcției unei biserici ortodoxe în zona arenelor Palas (Str. Șipot, nr. 14) care va purta hramul “Sfântul Gheorghe, Bunavestire și Sfântul Antonie de la Iezer" pentru comunitatea aromânilor din Constanța unde slujbele vor fi oficiate de un preot ortodox aromân, în limba aromână. Arhitectura noii biserici este asemănătoare celei din orașul Crușova, Macedonia de Nord, singura localitate unde limba aromână este limbă oficială. Pe lângă biserică, aici va funcționa și un centru cultural, unde tradițiile și cultura aromână să fie învățate și duse mai departe de generațiile viitoare. Construcția bisericii va fi susținută de Fundația Gheorghe Haliț și Partidul Aromânilor, dar și de membrii comunității aromâne din oraș și tară. De altfel, credincioșii din cartierul Palas vor avea o biserică nouă care va purta hramul Izvorului tămăduirii, piatra de temelie a viitorului lăcaș de cult fiind ințită în data de 15.03.2022. Tot aici este și cimitirul ortodox Constantin C. Predescu – Palas, unul din cele șase cimitire ortodoxe din oraș: Anadalchioi, Central-Gară, Municipal-Energia și Viile Noi și Palazu Mare. 
Instituția cea mai veche din cartierul Palas, care a funcționat de la fondare și până astăzi este reprezentată de I.C.D.C.O.C Palas, înființată în anul 1897 prin Decizia nr.9173 din 07 octombrie, emisă de Ministerul Agriculturii, Comerțului și Domeniilor sub numele de „Oieria Națională” Palas, fiind astfel prima Oierie Sistematică de la noi din țară. I.C.D.C.O.C. Palas – Institutul de cercetare-dezvoltare pentru creșterea ovinelor și caprinelor Palas, își coordonează activitatea de cercetare la nivel național în patru domenii: nutriție, tehnologii de creștere, exploatare genetică și ameliorare reproducție, și împreună cu cele trei baze experimentare, au 1533 ha în administrare, cu peste 23 de proiecte de cercetare pe 4500 ovine și caprine, colaborând cu cinci stațiuni de cercetare de profil și cu Universitățile de Științe Agronomice și Medicină Veterinară din București, Iași, Timișoara și Cluj-Napoca. Tot în cadrul I.C.D.C.O.C. Palas, funcționează si Muzeul „Oii”. Din anul 1993, s-a înființat A.N.C.C. Caprirom, asociația crescătorilor de capre, care numără 1400 de membri ce prin adeziune liberă desfășoară activități tehnice și economice privind ameliorarea, apărarea sănătății caprinelor, valorificarea producțiilor și apărarea intereselor crescătorilor de capre.
Pe strada Matei Millo, la nr. 66, se află Detașamentul de Pompieri Constanța – Palas, din cadrul Inspectoratului pentru Situații de Urgență – I.S.U. Dobrogea, iar din 2008 heliportul și parcarea ambulanțelor SMURD, iar la Bdul. I.C. Brățianu, sunt U.M. Jandarmi Palas și Poliția Rutieră. De asemenea, se mai pot găsi sediile Direcției Silvice Constanța, Centrului Național de Calificare și Instruire Feroviară – CENAFER, Baza Sportivă C.F.R., Stația de Pompare Apă Palas, Dobrogea Grup S.R.L., Tipografia Muntenia, Fabrica de Papetărie Dacris, Fabrica de detergenți și de producere a sacilor (în fostul sediu I.P.M.C. - astăzi demolate în întregime pentru a face loc unui nou magazin Dedeman) și Zona Industrială Palas, ce cuprinde fabrici de pâine, de ulei, de bere, de prefabricate necesare construcțiilor, de celuloză și hârtie, de mobilă și prelucrare a lemnului, de industrie textilă ș.a.. 
În cadrul sediului I.P.M.C. a funcționat până în 2008 Punctul Termic IV, care deservea populația cartierului cu apă caldă și căldură, iar din iarna 2008 - 2009, a fost ridicată, la initiativa Primarului Radu Ștefan Mazăre, prima microcentrală din oraș. 
În vecinatatea Școlii Gimnaziale nr. 20 – Marin Sorescu, a funcționat până la 7 mai 1948 Dispensarul D.P.M, care a fost transformat în Spitalul Universitar Căi Ferate Constanța, cu secții de boli interne, neurologie și radiologie, iar în 2003, Ministerul Transporturilor a cedat clădirea Ministerului Sănătății, cu titlu de gratuitate, și Spitalul Universitar CF a fost mutat în sediul de pe Bulevardul 1 Mai. Astăzi, clădirea cândva frumoasă, a căzut pradă hoților și degradării timpului, devenind o ruină. Serviciile medicale sunt oferite astăzi prin intermediul a două Farmacii (2008) și două Cabinete Medicale Individuale (2010).
În anii 1980, oborul se mutase din cartierul Obor și se hotărâse că va fi ținut în Palas. Aici a fost ținut de altfel până la sfârșitul anilor 1990.
1. ↑  „Scoala Gimnaziala "Marin Sorescu" | Liceul Tehnologic "Gheorghe Duca"”. www.gscfr.ro. Accesat în 26 octombrie 2023.
2. ↑  „Liceul Tehnologic "Gheorghe Duca" | Liceul Tehnologic "Gheorghe Duca"”. www.gscfr.ro. Accesat în 26 octombrie 2023.
3. ↑  Claudia, Pintilie (5 februarie 2022). „INEDIT: Aromânii din Constanța construiesc o biserică în zona Palas. Slujbele vor fi oficiate de un preot aromân, în limba aromână”. Ziarul Amprenta. Accesat în 26 octombrie 2023.
4. ↑  Luca, Auris (23 august 2022). „Institutul de Cercetări Palas-Constanța, o poveste de succes, cu o tradiție de 125 de ani”. Descopera Dobrogea. Accesat în 26 octombrie 2023.
5. ↑  „» SMURD Constanta | SMURD”. Accesat în 26 octombrie 2023.
6. ↑  „Investiții în Constanța: Un magazin Dedeman ar urma să fie edificat în municipiu. Terenul, în pregătire (GALERIE FOTO)”. ZIUA de Constanta. 31 mai 2023. Accesat în 26 octombrie 2023.
7. ↑  „Spitalul CF Constanta”. www.spitalcfconstanta.ro. Accesat în 26 octombrie 2023.